# União das Freguesias de Galafura e Covelinhas
Die União das Freguesias de Galafura e Covelinhas ist eine portugiesische Gemeinde (Freguesia) im Kreis (Concelho) Peso da Régua im Norden Portugals.

## Geschichte
Die Gemeinde entstand im Zuge der Gebietsreform vom 29. September 2013 durch die Zusammenlegung der ehemaligen Gemeinden Galafura und Covelinhas.
Galafura wurde Sitz der neuen Verwaltung.

## Demographie
| Freguesia | Freguesia             | Freguesia | Freguesia       | ehemalige Freguesias | ehemalige Freguesias | ehemalige Freguesias | ehemalige Freguesias |
| --------- | --------------------- | --------- | --------------- | -------------------- | -------------------- | -------------------- | -------------------- |
| Wappen    | Freguesia             | Einwohner | Fläche in (km²) | Wappen               | Freguesia            | Einwohner            | Fläche in (km²)      |
|           | Galafura e Covelinhas | 705       | 15,85           |                      | Galafura             | 663                  | 11,45                |
|           | Galafura e Covelinhas | 705       | 15,85           | Covelinhas           | 226                  | 4,41                 |                      |